# Ichthyophis supachaii
La cecilia de Supachai (Ichthyophis supachaii) es una especie de anfibios gimnofiones de la familia Ichthyophiidae.
Habita en Tailandia y posiblemente Malasia.
Su hábitat natural incluye bosques tropicales o subtropicales secos a baja altitud, montanos secos, ríos, corrientes intermitentes de agua, plantaciones, jardines rurales, zonas previamente boscosas ahora muy degradadas, tierras de irrigación y tierra cultivable inundada por estaciones.
Está amenazada de extinción por la pérdida de su hábitat natural.